# Molinos de Duero
Molinos de Duero ist ein Ort und eine kleine Berggemeinde mit nur 158 Einwohnern (Stand: 2024) im Südosten der spanischen Provinz Soria in der Autonomen Gemeinschaft Kastilien-León.

## Lage
Der Ort Molinos de Duero liegt am Oberlauf des Río Duero in der Berglandschaft im Herzen der Provinz Soria in einer Höhe von ca. 1100 Metern ü. d. M. Die Entfernung zur südöstlich gelegenen Provinzhauptstadt Soria beträgt etwa 38 Kilometer (Fahrstrecke). Der Stausee Embalse de la Cuerda del Pozo und die sehenswerten Nachbarorte Vinuesa und Salduero jeweils sind nur wenige Kilometer entfernt.

## Bevölkerungsentwicklung
| Jahr      | 1960 | 1970 | 1981 | 1991 | 2001 | 2012 |
| Einwohner | 334  | 247  | 187  | 189  | 187  | 182  |

In der ersten Hälfte des 20. Jahrhunderts lag die Zahl der Einwohner meist deutlich über 300. Die zunehmende Mechanisierung der Landwirtschaft und der daraus resultierende Verlust an Arbeitsplätzen hat zum deutlichen Bevölkerungsschwund in den letzten Jahrzehnten beigetragen. 

## Wirtschaft
Der Ort diente jahrhundertelang als wichtiges Handels-, Handwerks- und Dienstleistungszentrum für die landwirtschaftlich geprägten Dörfer und Einzelgehöfte der Umgebung. Er war überdies eine wichtige Station im System der Handels- und Viehwege (Cabaña Real de Carreteros) im Norden Spaniens. Heute spielt der Tourismus in Form der Vermietung von Ferienwohnungen (casas rurales) eine nicht unbedeutende Rolle für die Einnahmen des Ortes.

## Geschichte
Nach der arabisch-maurischen Eroberung entvölkerten sich weite Gebiete im Norden der Iberischen Halbinsel. Erst im beginnenden 10. Jahrhundert unter dem kastilischen Grafen Gonzalo Téllez und dann in der zweiten Hälfte des 11. Jahrhunderts unter Alfons VI. wurde das Gebiet von den Christen zurückerobert (reconquista) und wiederbesiedelt (repoblación).

## Sehenswürdigkeiten

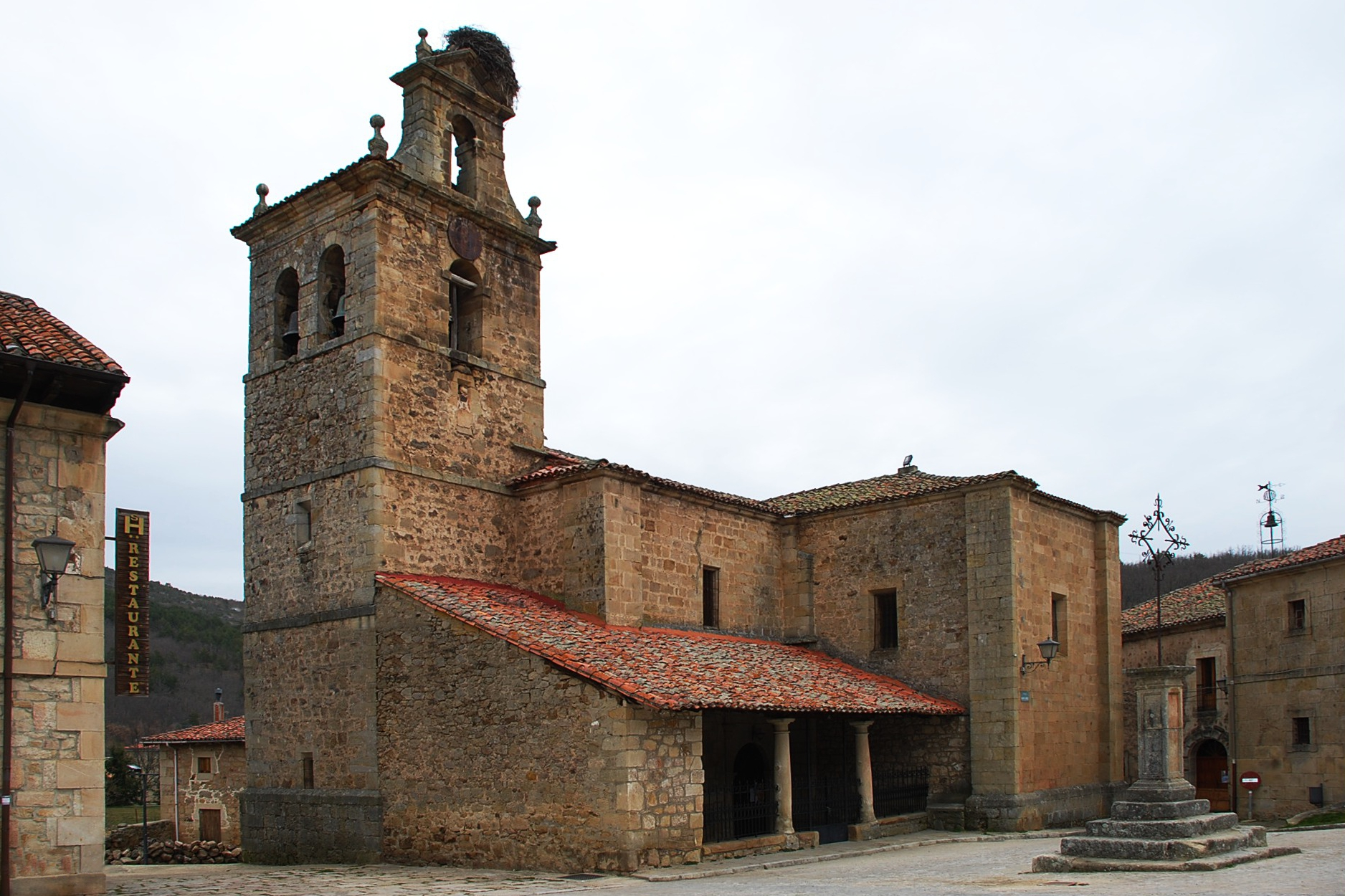
Kirche San Martin de Tours und Gerichtspfeiler (rollo)

- Die teils aus Feldsteinen, teils aus grob bearbeiteten Hausteinen errichtete Kirche San Martin de Tours ist ein einschiffiger spätgotischer Bau mit Querschiff und einem durch eine nachträglich angefügte Vorhalle (portico) geschützten Eingang auf der Südseite. Die Glocken befinden sich nicht im Innern des Glockengeschosses, sondern sind in den Schallöffnungen selbst aufgehängt; der zum Platz hin orientierte Glockengiebel sowie die Eckzierden sind barocke Zutaten. Im Innern der Kirche befinden sich mehrere barocke Altarretabel; der Chor selbst wurde im neoklassischen Stil umgestaltet.
- Auf einem mehrfach zurückgestuften Sockel auf dem Platz vor der Kirche erhebt sich ein Gerichtspfeiler (rollo) mit einem bekrönenden schmiedeeisernen Kreuz.
- Das heutige Rathaus (ayuntamiento) befindet sich in einem im Jahr 1789 erbauten ehemaligen Speichergebäude. In einer Wandnische befindet sich die Reiterstatue des Ortspatons des hl. Martin.
- Die Real Posada de la Mesta ist das architektonische Schmuckstück des Ortes und wurde für die Weltausstellung in Barcelona (1929) als herausragendes Beispiel der Architektur der Provinz Soria kopiert.
- Mehrere Häuser des Ortes zeigen noch steinerne Wappenschilde (blasones).